# Krzysztof Marchlewicz
Krzysztof Marchlewicz (ur. 1971) – polski historyk, profesor nauk humanistycznych, profesor na Wydziale Historii Uniwersytetu im. Adama Mickiewicza w Poznaniu.

## Życiorys
7 czerwca 1999 obronił pracę doktorską Polonofil doskonały. Propolska działalność społeczna i polityczna lorda Dudleya Coutts Stuarta (1803-1854), 6 kwietnia 2009 habilitował się na podstawie pracy zatytułowanej Wielka Emigracja na Wyspach Brytyjskich (1831-1863). Otrzymał nominację profesorską. Został zatrudniony na stanowisku adiunkta w Instytucie Historii na Wydziale Historycznym Uniwersytetu im. Adama Mickiewicza. 21 lipca 2020 roku decyzją Prezydenta RP otrzymał tytuł naukowy profesora.
Objął funkcję profesora na Wydziale Historii Uniwersytetu im. Adama Mickiewicza w Poznaniu, oraz członka Komisji do Badań Diaspory Polskiej; Międzywydziałowej Komisji Interdyscyplinarnego Polskiej Akademii Umiejętności.